# Маттіната
Маттіната (італ. Mattinata) — муніципалітет в Італії, у регіоні Апулія,  провінція Фоджа.
Маттіната розташована на відстані близько 300 км на схід від Рима, 95 км на північний захід від Барі, 50 км на північний схід від Фоджі.
Населення — 6450 осіб (2014).

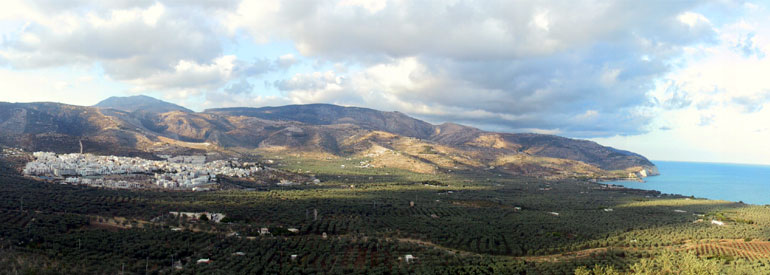

Щорічний фестиваль відбувається 15 вересня . Покровитель —  Santa Maria della Luce.

## Демографія
Населення за роками:

Станом на 1 січня 2023 року в муніципалітеті офіційно проживало 217 іноземців з 26 країн, серед них 88 громадян країн Євросоюзу та 6 громадян України.

## Сусідні муніципалітети
- Монте-Сант'Анджело
- В'єсте